# Бригада Е5: Новый альянс
Бригада Е5: Новый альянс (англ. Brigade E5: New Jagged Union) — компьютерная тактическая ролевая игра, разработанная российской компанией Apeiron и выпущенная совместно с фирмой 1С в 2005 году. Действие игры происходит в тропическом государстве Палинеро, находящемся на пороге гражданской войны. Игроку предлагается руководить небольшой группой солдат-наёмников на стороне одной из конфликтующих сторон, выполняя для неё ряд миссий. В 2007 году вышло продолжение «7.62».

## Сюжет
Действие игры разворачивается в небольшом тропическом государстве Палинеро, которое после государственного переворота находится на пороге гражданской войны. Главному герою игры предстоит сформировать отряд наёмников и оказаться в самом центре событий, происходящих в Палинеро. В игре имеются три сюжетные линии: помимо выбора двух враждующих сторон (Народный демократический фронт и мятежники генерала Торменса) в качестве работодателя и получения заданий от них, игрок может играть за себя, никому не подчиняясь. Также в игре предусмотрена возможность перехода на сторону противника.

## Игровой процесс
| Системные требования «Бригада Е5» | Системные требования «Бригада Е5»                            | Системные требования «Бригада Е5»                           |
| --------------------------------- | ------------------------------------------------------------ | ----------------------------------------------------------- |
|                                   | Минимальные                                                  | Рекомендуемые                                               |
| Wintel                            |                                                              |                                                             |
| ОС                                | Windows 98/2000/XP                                           | Windows 98/2000/XP                                          |
| ЦПУ                               | Pentium Intel Pentium III или AMD Athlon 1 ГГц               | Intel Pentium 4 или AMD Athlon 2 ГГц                        |
| Объём ОЗУ                         | 256 Мб                                                       | 1 Гб                                                        |
| Место на диске                    | 2 Гб свободного места                                        | 2 Гб свободного места                                       |
| Видеокарта                        | DirectX 8.0-совместимая видеокарта уровня nVIDIA GeForce 4Mx | DirectX 8.0-совместимая видеокарта уровня nVIDIA GeForce FX |
| Устройства ввода                  | Клавиатура, мышь                                             | Клавиатура, мышь                                            |

Игра начинается с выбором главного героя из целого списка предложенных кандидатур. Все герои имеют военное прошлое и на момент отбора находятся в плену, где им и предлагают свободу в обмен на грязную работу наёмником. Выбор стороны, за которую будет сражаться игрок, так же происходит в начале игры. Однако, по сюжету, транспорт, который должен доставить игрока к работодателю, наезжает на мину, и герой вынужден добираться до места самостоятельно (если посчитает нужным). Посещая различные локации (города, посёлки, промышленные и военные объекты), игрок может выполнять полученные миссии, нанимать в свою команду новых наёмников (по различным характеристикам силы, интеллекта, опыта, навыкам стрельбы, медицины и другим), покупать или продавать снаряжение.
Очень скрупулёзно в «Бригаде Е5» проработаны оружие и экипировка, включая нюансы их взаимодействия. Например, такой параметр, как реакция бронежилета на различные типы боеприпасов: если лёгкий бронежилет стопроцентно убережёт от попадания пистолетных пуль, то он же при попадании из снайперской винтовки усугубит ситуацию (летящая с огромной скоростью пуля пробьёт бронежилет и при попадании развалится на несколько осколков, потянув за собой куски бронированной пластины). В инвентаре игрока имеются быстрые и медленные слоты, различающиеся скоростью извлечения из них предметов (например, к быстрым относится карман разгрузочного жилета, а к медленным — дальний карман рюкзака) и зависящие от надетого на бойце обмундирования.

### Бой
Сражения в игре происходят в режиме умной паузы (англ. Smart Pause Mode), которая самостоятельно включается, когда требуется внимание игрока (например, герой закончил выполнение задания, заметил врага или получил ранение). Все действия противников выполняются одновременно (в отличие от пошаговых игр с ограниченным количеством очков действия и поочередными ходами). За то время, которое герой может задействовать для выполнения определенных действий, противник так же совершает какие-то тактические манипуляции, отчего ход сражения становится более непредсказуемым.
Для детализации боевой системы в игре присутствует множество режимов стрельбы и перемещения (например, стрейф и выпрыгивание из-за угла). Так же для героев введен такой параметр, как адреналин, описывающий общее психологическое состояние бойца: если боец, свернув за угол, сталкивается с превосходящими силами противника, его адреналин резко повышается (учащается дыхание, начинают дрожать руки), что повышает скорость совершения персонажем действий, но резко уменьшает точность, и вести бой в таком состоянии становится весьма проблематично.

## История создания
Разработка проекта началась в 2001 году тремя участниками будущей частной компании Apeiron. Весной 2002 года в интернете появилась первая демоверсия игры (1.00). После выхода версии 4.00 началась коммерческая разработка, в основном благодаря подписанию договора о сотрудничестве с фирмой 1С в начале 2003 года. 7 мая 2004 года состоялось открытие официального сайта игры e5brigade.ru. 13 июля 2004 года компания Апейрон объявила о начале тестирования сетевого режима, в связи с чем был открыт набор в бета-тестеры.
Ещё до официального выхода, игра принимала участие в ежегодном опросе читателей российского портала Absolute Games, где занимала 27-ю позицию по результатам 2003 года в номинации Возможная лучшая игра 2004 года и 36-ю в 2004 году (номинация Возможная лучшая игра 2005 года). В апреле 2005 года проект игры был представлен на стенде фирмы 1С на Конференции разработчиков компьютерных игр (КРИ-2005), а затем на Electronic Entertainment Expo 2005, прошедшей с 18 по 20 мая в Лос-Анджелесе.
27 июля 2005 года игра официально вышла на территории СНГ. В августе 2005 году фирма 1С и компания Strategy First подписали договор об издании проекта «Бригада Е5: Новый альянс» в Северной Америке (под названием Brigade E5: New Jagged Union). В 2006 году игра была переведена на немецкий и польский и выпускалась на территории Германии и Польши.

## Рецензии и награды
| Сводный рейтинг       | Сводный рейтинг |
| Агрегатор             | Оценка          |
| --------------------- | --------------- |
| GameRankings          | 38,36 %         |
| Metacritic            | 41/100          |
| Иноязычные издания    |                 |
| Издание               | Оценка          |
| IGN                   | 3,0/10          |
| Русскоязычные издания |                 |
| Издание               | Оценка          |
| Absolute Games        | 81/100          |
| Game.EXE              | 4,2/5           |
| «PC Игры»             | 7,5/10          |
| «Игромания»           | 7,0/10          |
| «ЛКИ»                 | 85/100          |
| «НИМ»                 | 8,6/10          |
| «Страна игр»          | 7,5/10          |

«Бригада Е5: Новый альянс» получила множество наград от профильных изданий, включая «Gameland Award 2005» («Лучшая тактическая игра»).
По результатам ежегодного опроса пользователей портала Absolute Games «Бригада Е5: Новый альянс» была представлена на Absolute Top 2005 в 14 из 30 возможных номинаций и получила награду в номинации «Лучшая стратегия», став одной из двенадцати «Лучших игр 2005 года». Проект «Бригада E5» был назван «Лучшей тактической игрой 2005 года» по версии журналов «Лучшие компьютерные игры», «Навигатор игрового мира» и «Страна Игр».
Портал iXBT.com опубликовал итоги голосования «Игра года — 2005», согласно которым «Бригада E5» стала лучшей в номинации стратегическая игра года. В главной номинации Лучшая игра года проект оказался на четвёртом месте.
В июне 2006 года проект снова принял участие в Конференции разработчиков компьютерных игр (КРИ-2006), где был зачитан доклад об истории проекта.